# Montauri
Montauri är en kommun i Brasilien.   Den ligger i delstaten Rio Grande do Sul, i den södra delen av landet, 1 500 km söder om huvudstaden Brasília. Antalet invånare är 1 542.
I omgivningarna runt Montauri växer huvudsakligen savannskog. Runt Montauri är det glesbefolkat, med 12 invånare per kvadratkilometer.